# Burchardia
Burchardia es un género de plantas herbáceas con seis especies, perteneciente a la familia Colchicaceae. Es endémico de Australia.
Se caracteriza por sus rizomas cortos con envolturas papiráceas, hojas envolventes y el fruto en cápsula septicida. Según Vinnersten y Manning (2007)

## Taxonomía
El género fue descrito por Robert Brown  y publicado en Prodromus Florae Novae Hollandiae 272. 1810.

## Especies aceptadas
A continuación se brinda un listado de las especies del género Burchardia aceptadas hasta diciembre de 2013, ordenadas alfabéticamente. Para cada una se indica el nombre binomial seguido del autor, abreviado según las convenciones y usos.
- Burchardia bairdiae Keighery
- Burchardia congesta Lindl.
- Burchardia monantha Domin
- Burchardia multiflora Lindl.
- Burchardia rosea Keighery
- Burchardia umbellata R.Br.